# Echinaster sentus
Echinaster sentus is een zeester uit de familie Echinasteridae.
De wetenschappelijke naam van de soort werd in 1825 gepubliceerd door Thomas Say.